# 凌操
凌操（2世紀—203年），吳郡餘杭縣（在今浙江省杭州市）人，東漢政治人物，凌統之父，官至破賊校尉。

## 生平

### 輕俠膽略
为人侠義勇敢、驍勇善戰。群雄孫策在壽春起兵，凌操便前往跟隨；每從征戰，冠軍履鋒、所向無前，戰績卓越。守永平長時，區內野蠻的山越經常侵擾漢民，奸猾之徒漁辱百姓，凌操便出兵平討山越、整頓吏治誅戮奸黨。因政績傑出遷破賊校尉。
建安八年（203年），凌操在跟隨孫權征討黃祖時，作為前鋒先入夏口，一交鋒便勢如破竹、大敗敵軍前部，祖軍隨即大亂、四處奔走。為追殺黃祖，凌操輕舟獨進，中流矢死（《吳書》記載为甘寧所射殺）。

## 家庭

### 子
- 凌統

### 孫
- 凌烈，凌統長子。凌統死時只有數歲，被孫權收養。後封為亭侯，但犯罪被免官。
- 凌封，凌統次子。凌統死時只有數歲，被孫權收養。凌烈犯罪被免官後，襲其爵位、士兵。